# I Pitard
I Pitard è un romanzo di Georges Simenon, titolo originale Les Pitard, scritto a Marsilly e pubblicato per la prima volta in 5 puntate su «Les Annales», nn. 2516-2520 dal 15 ottobre al 10 dicembre 1934, quindi in volume presso Gallimard nel 1935.
In italiano è uscito da Mondadori nel 1937 ("Libri arancio"), tradotto da Guido Cantini e quindi da Eliana Vicari per la Adelphi di Milano nel 2000 ("gli Adelphi" n° 178).
Il libro fece dichiarare a Louis-Ferdinand Céline di voler essere un lettore ammirato di Simenon.
Nel 1938 lo stesso Simenon con André Allehaut ne scrisse un adattamento radiofonico dal titolo À bord du «Tonnerre-de-Dieu»

## Trama
Il capitano Émile Lannec, dopo anni a servizio di altri, finalmente naviga a bordo della sua nave appena acquistata (grazie ai soldi della suocera), la "Tonnerre-de-Dieu" (nella trad. di Adelphi "Fulmine del Cielo"), da Rouen a Reykjavík. La presenza a bordo della moglie Mathilde Pitard però produce scompiglio nell'equipaggio. I due litigano: lei è accusata di volerlo controllare, e insomma, di essere una Pitard. Lei lo provoca raccontandogli di un certo Marcel, violinista che la corteggiava a Caen. Finisce che lei si chiude in cabina, dove però comincia a soffrire di mal di mare. Arrivati ad Amburgo l'atmosfera a bordo è ormai insopportabile: i marinai e lo stesso Lannec fanno salire a bordo due donne, Anna ed Else, e bevono. Durante il resto del viaggio si scatena una burrasca. Moglie e marito continuano a litigare: lei lo accusa di voler dilapidare i soldi della propria famiglia. La nave intanto raccoglie un SOS da un'altra nave, ma durante il soccorso, nella confusione della tempesta, Mathilde cade o si getta in mare e muore. Dopo essere rientrati in porto e durante i funerali Lannec ammette a sé stesso che nonostante litigassero sempre e non avrebbe dovuto permetterle di partire con lui, in fondo l'amava.

## Edizioni italiane
- Georges Simenon, I Pitard, trad. di Guido Cantini, Mondadori, Milano 1937
- Georges Simenon, I Pitard, trad. di Guido Cantini, Mondadori/I Libri del Pavone,1957
- Georges Simenon, I Pitard, trad. di Eliana Vicari, Adelphi, Milano 2000 ISBN 9788845915710